# 1972年中華民國立法委員選舉
1972年中華民國立法委員選舉於1972年12月23日舉行，該選舉於自由地區舉行，共51名名額（含15名國外選出之僑選立委）。
本次增額選舉與1969年立法委員增選選舉不同，本屆選出的立法委員為任期制，非終身職。

## 背景
法源為《動員戡亂時期自由地區增加中央民意代表名額選舉辦法》的該次中華民國立法委員選舉其全名則稱「中華民國自由地區增加中央民意代表名額選舉」。其中選舉地區中的「中華民國自由地區」，除了台灣外，尚含金門、馬祖等兩島。

## 選務
1972年中華民國立法委員選舉之選務由地方政府舉辦，其餘主要選務內容與限制分別為為：
- 適用範圍為自由地區的立法委員。
- 名額依照《動員戡亂時期自由地區增加中央民意代表名額選舉辦法》第二章第九條(一、自由地區之省及直轄市選出者，其人口在二百萬人以下者，五人，其人口超過二百萬人者，每滿七十萬人，增選一人。二、一部份為自由地區之省選出者，一人。三、自由地區山胞選出者，一人。四、自由地區職業團體選出者，八人，其名額支分配如附表。五、僑居國外之國民選出者，十五人）核算。
- 選舉人限設籍台灣的年滿20歲中華民國國民。
- 候選人需學歷高中以上之23歲以上國民。
- 選舉方式為普通、平等、直接與無記名。

## 舉行
1972年中華民國立法委員選舉經一日投票選舉後，經統計，全自由地區選舉人數為7,608,589；投票人數5,187,312，投票率為68.18%。。此次選舉順利選出區域、山胞及職業團體立委36位，加上由總統遴選的僑選立委15位，合計51位增額立委。

## 選區

### 臺北市選區
臺北市應選五席，有十人爭取。中國國民黨提名四席，包括軍方支持的李志鵬、上海幫生意人，也是明星花露水老闆周文璣、馬偕醫院董事長李東輝、受到新光吳家支持的丁守真，剩下一席則放出風聲要給國泰蔡家代表蔡萬財（後改名蔡萬才）。
黨外方面有8月宣布參選的市議員康寧祥，康寧祥說服原先不支持他的黃信介，推出其弟黃天福競選國大代表，成聯合競選。:109-110當時臺北市在五年前剛併入士林、北投、景美、木柵、內湖、南港，選區遼闊。康寧祥以臺灣人意識覺醒為政見主題，:111並抨擊國民黨限播臺語歌曲、臺語連續劇不准用臺語播出的歧視語言政策，:112-113也獲得民眾的支持。選前康寧祥更受到黑函攻擊，稱他因案準備退選。日後康寧祥獲前國民黨立委雷渝齊向他證實臺北市黨部有一特殊小組，專門針對康寧祥造謠、抹黑。:114-115最後康寧祥以第二高票當選立委，只輸給軍眷票支持的李志鵬，並擠下丁守真。

## 區域、山胞及職業團體立委當選名單
| 選區             | 選區               | 名額 | 中國國民黨                     | 中國青年黨 | 無黨籍         |
| ---------------- | ------------------ | ---- | ------------------------------ | ---------- | -------------- |
| 台北市           | 台北市             | 5    | 李志鵬、周文璣、李東輝         |            | 康寧祥、蔡萬財 |
| 台灣省           | 第一選區（北基宜） | 3    | 鄭水枝、邱永聰                 | 張淑真     |                |
| 台灣省           | 第二選區（桃竹苗） | 3    | 呂學儀、邱仕豐、邱家湖         |            |                |
| 台灣省           | 第三選區（中彰投） | 5    | 張啟仲、陳幼石、劉松藩、洪宣治 |            | 黃順興         |
| 台灣省           | 第四選區（雲嘉南） | 5    | 蕭天讚、辛文炳、張文獻、陳水亮 |            | 許世賢         |
| 台灣省           | 第五選區（高屏澎） | 4    | 張瑞妍、洪慶麟、李長貴、黃銅樹 |            |                |
| 台灣省           | 第六選區（花、東） | 1    | 許添枝                         |            |                |
| 福建省（金、連） | 福建省（金、連）   | 1    | 吳金贊                         |            |                |
| 山胞             | 山胞               | 1    | 華愛                           |            |                |
| 農民團體         | 農民團體           | 2    | 黃世英、蔡友土                 |            |                |
| 漁民團體         | 漁民團體           | 1    | 黃澤青                         |            |                |
| 工人團體         | 工人團體           | 2    | 謝深山                         |            | 楊登洲         |
| 工業團體         | 工業團體           | 1    | 汪竹一                         |            |                |
| 商業團體         | 商業團體           | 1    | 黃綿綿                         |            |                |
| 教育團體         | 教育團體           | 1    | 劉芳遠                         |            |                |

## 僑選立委遴選名單
| 選區   | 包含地區           | 名額 | 中國國民黨                     | 無黨籍        |
| ------ | ------------------ | ---- | ------------------------------ | ------------- |
| 第一區 | 東北亞地區         | 1    |                                | 林以文        |
| 第二區 | 港澳地區           | 3    | 徐亨、黎晉偉                   | 謝伯昌        |
| 第三區 | 亞洲其他地區       | 5    | 張亦錚、蔡廷碩、簡如茂、郭武林 | 阮樂化        |
| 第四區 | 北美洲及中南美洲   | 4    | 梅友謀、司徒政、陳錦濤         | 宇托·多吉玉純 |
| 第五區 | 歐洲、非洲及大洋洲 | 2    | 孫耀光、劉彰德                 |               |

## 得票統計
各區域選區、山胞及職業團體的詳細投票結果，於上述列表列出。

## 後續
較特殊的是，此次增額立委雖明文規定，其職務、權利與1948年中華民國立法委員選舉於中國大陸選出的第一屆立委完全相同，不過無法適用《動員戡亂時期臨時條款》的「中央民意代表之任期一律延長至大陸光復地區次第辦理中央民意代表之選舉為止」的特殊待遇。換言之，增額立委任期為三年，須定期改選。
就程序上，該選舉雖符合一般民主投票規範，但正因為無法全面改選國會的事實，讓這次全世界獨一無二，無法類比的特殊選舉，於本質上呈現「嚴重變形變質，民主憲政有名無實」的現況。